# Tyler Run
 (août 2025).
Tyler Run est une census-designated place située dans le comté de York, dans l’État de Pennsylvanie, aux États-Unis. Lors du recensement de 2020, elle compte 1 910 habitants.